# Gierontij Kamajew
Gierontij Leontjewicz Kamajew (ros. Геронтий Леонтьевич Камаев, ur. 8 marca 1919) – radziecki działacz państwowy.

## Życiorys
Od 1940 należał do WKP(b), od sierpnia 1945 do maja 1946 był sekretarzem komitetu Komsomołu fabryki "Zaporożstal", 1946-1947 sekretarzem komitetu Komsomołu "Dnieprostroja", potem sekretarzem Komitetu Obwodowego Komsomołu w Zaporożu. W 1948 był zastępcą kierownika Wydziału Kadr i Pracy Organizacyjnej KC Komsomołu Ukrainy, od 1950 instruktorem Wydziału Organów Partyjnych, Związkowych i Komsomolskich KC KP(b)U, potem do 1952 kierował sektorem tego wydziału, 1952-1955 był instruktorem Wydziału Organów Partyjnych, Związkowych i Komsomolskich KC/Wydziału Organów Partyjnych KC KPZR. W latach 1955–1958 kierował Wydziałem Przemysłowo-Transportowym Komitetu Obwodowego KPZR w Tule, potem Wydziałem Przemysłu Obronnego i do 1961 Wydziałem Organów Partyjnych tego komitetu, od 1961 do stycznia 1963 był II sekretarzem Komitetu Obwodowego KPZR w Tule. Od grudnia 1962 do grudnia 1964 był przewodniczącym Komitetu Wykonawczego Tulskiej Przemysłowej Rady Obwodowej, od grudnia 1964 do października 1970 przewodniczącym Komitetu Wykonawczego Tulskiej Rady Obwodowej, a od 23 września 1970 do 3 listopada 1985 przewodniczącym Państwowego Komitetu Rady Ministrów RFSRR ds. Kształcenia Zawodowo-Technicznego, następnie przeszedł na emeryturę.